# Farmoquímica S.A.
Farmoquímica S.A. (FQM) é uma indústria farmacêutica de origem brasileira com controle argentino que atua na produção e comercialização de medicamentos para angiologia, clínica geral, dermatologia, ginecologia e outros.